# Żmudź (Lublin)
Pour les articles homonymes, voir Żmudź.
Żmudź (prononciation : [ʐmut͡ɕ]) est un village polonais de la gmina de Żmudź dans le powiat de Chełm de la voïvodie de Lublin dans l'est de la Pologne.
Le village est le siège administratif (chef-lieu) de la gmina appelée gmina de Żmudź .
Il se situe à environ 20 kilomètres au sud-est de Chełm (siège du powiat) et 81 kilomètres à l'est de Lublin (capitale de la voïvodie).
Le village comptait approximativement une population de 663 habitants en 2008.

## Histoire
De 1975 à 1998, le village est attaché administrativement à la voïvodie de Chełm.

Depuis 1999, il fait partie de la voïvodie de Lublin.